# Tococa bullifera
Tococa bullifera là một loài thực vật có hoa trong họ Mua. Loài này được Mart. & Schrank ex DC. miêu tả khoa học đầu tiên năm 1828.